# Project Gotham Racing 4
Project Gotham Racing 4 (abbreviato in PGR4) è un videogioco per Xbox 360 di tipo arcade, ultima evoluzione della serie Project Gotham Racing.

## Modalità di gioco
Per attrarre i giocatori appassionati di motociclismo sono state aggiunte come veicoli selezionabili anche alcuni tipi di moto da corsa: il gioco permette dunque gare tra moto e auto supersportive misurandone il gap effettivo: mentre le moto si giovano di una maggiore accelerazione in rettilineo, rispetto alle auto difettano di tenuta nelle curve lente.
Le ambientazioni di gara sono molto note: NYC, Shanghai, Nürburgring, Québec, Londra, Tokyo, San Pietroburgo e Macao.

## Accoglienza
La testata inglese  Official XBOX Magazine UK ha recensito PGR4 valutandolo 10/10.

## Geometry Wars
Nascosto in Project Gotham Racing 4 c'è un piccolo videogioco della serie Geometry Wars, chiamato Geometry Wars: Waves.